# Operation C
Operation С (в Японії Contra (コントラ), в PAL-регіоні Probotector) — відеогра 1991 року від Konami для Game Boy та Game Boy Color. Перша гра в серії Contra для портативних платформ. Версія для Game Boy була монохромною.

## Ігровий процес
Гра має п'ять рівнів, багато з яких за дизайном схожі на Super С (NES-версію Super Contra). Три рівні з непарними номерами (1, 3, і 5), мають вид збоку, в той час як два парні (2 і 4) — вид зверху. Саундтрек складається в основному фонової музики з оригінальної Contra, за винятком кількох мелодій. Operation С — перша гра в серії Contra, де за замовчуванням стоїть автоматичне ведення вогню. Через це кулемет було видалено з набору доступної зброї. Лазерна рушниця також була видалена, але з'явилася самонавідна рушниця (H, Homing Gun), яка вистрілює кулі, що самі летять за ворогами.
Головним антагоністом тут виступає не «Червоний Яструб», а «Чорна Гадюка» (Black Viper), який пізніше повертається в Contra 4.

## Сюжет

### Рівні
- Перший рівень — військова база, що переходить в узбережжя. На ній героєві протистоять терористи, а в фіналі — підводний човен.
- Другий рівень — рівень з видом згори. Військова база з терористами, турелями та бронетехнікою. Тут є три мінібоса, представлених броньовиками, і бос — танк.
- Третій рівень — джунглі, де на героя нападають терористи, а потім прибульці. Частина рівня горизонтальна, частина — вертикальна, де слід стрибати по уступах нагору. Бос — літальний апарат терористів і його док-станція.
- Четвертий рівень — рівень з видом згори. Тунель, вкритий органікою, де засіли прибульці. Бос — павукоподібна істота.
- П'ятий рівень — лабораторія з охороню та пастками, де вирощуються іншопланетяни. Перший бос рівня — літаючий андроїд. Другий бос — «Чорна Гадюка», котрий однак не атакує, а є лише перепоною у вигляді колонії клітин в колбі.

Вже традиційно для серії, в фіналі гри бійця забирає гелікоптер, а острів вибухає.

## Регіональні відмінності
Сюжет відрізнявся у різних версіях. Так в японській повідомлялося, що неназвана нація захопила зразки клітин іншопланетян, щоб використати їх у війні. В північноамериканській це ворожа організація «Чорна Гадюка», котрою керує однойменний прибулець. В японській одразу був доступний вибір рівня. В європейській вже традиційно люди були замінені роботами, а сама гра отримала назву Probotector.